# Scorpio Jr.
Rafael Núñez Juan (Ciudad de México, 11 de octubre de 1966-7 de noviembre de 2024) fue un luchador profesional mexicano conocido como Scorpio Jr. Núñez trabajo para prácticamente todas las principales empresas de lucha libre mexicana, incluido el Consejo Mundial de Lucha Libre (CMLL), Asistencia Asesoría y Administración (AAA) y el International Wrestling Revolution Group (IWRG).
Núñez fue dos veces Campeón Mundial en Parejas del CMLL con Bestia Salvaje (en dos ocasiones), cuatro veces Campeón Intercontinental de Peso Completo de IWRG y dos veces Campeón Intercontinental en Parejas de IWRG con Ricky Cruz (en dos ocasiones).
Cabe señalar que fue uno de los fundadores de la "Universidad de los Guapos"

## Vida personal
Núñez era padre de dos hijos adolescentes, ambos luchadores de estilo olímpico. Núñez no quería que sus hijos siguieran sus pasos y se convirtieran en luchadores profesionales, al igual que su padre inicialmente no quería que él se convirtiera en luchador profesional.
Nuñez falleció el 7 de noviembre de 2024, a la edad de 58 años.

## Campeonatos y logros
- Consejo Mundial de Lucha Libre
  - Campeonato Mundial en Parejas del CMLL (2 veces) – con Bestia Salvaje[2]
  - Leyenda de Plata (1998)

- Federación Universal de Lucha Libre
  - FULL Championship (1 vez)[3]

- Full Contact Wrestling
  - FCW Live Heavyweight Championship (1 vez)

- International Wrestling League
  - IWL International Tag Team Championship (1 vez) - con Super Crazy

- International Wrestling Revolution Group
  - Campeonato Intercontinental de Peso Completo de IWRG (4 veces)[4][5][6]
  - Campeonato Intercontinental en Parejas de IWRG (2 veces) – con Ricky Cruz[7]
  - Campeonato Intercontinental de Tríos de la IWRG (1 vez) – con Cerebro Negro & Veneno[8]
  - Rey del Ring (2008)